# Die You Zombie Bastards!
Pour plus de détails, voir Fiche technique et Distribution.
Die You Zombie Bastards! est un film américain réalisé par Caleb Emerson en février 2005 et produit par la maison de production Troma. Écrit par Haig Demarjian et Caleb Emerson, ce film est décrit comme étant le plus mauvais long métrage jamais produit. Il s'agit d'un film comique d'horreur interdit aux moins de 17 ans aux États-Unis et aux moins de 12 ans en France. Ses créateurs disent de lui que c'est un « Serial Killer Superhero Rock'n'Roll Zombie Road Movie Romance ».

## Synopsis
Le baron von Fuck Nefarious a inventé un rayon "zombifiant" qu'il met au point avec l'aide de trois jeunes exploratrices nymphomanes. Sans raison il kidnappe Violet, la femme de Red, un cannibale. Red revet alors un costume en peau humaine (ayant le pouvoir de transpirer sans odeur) et part à l'aide de sa bien-aimée. Il devra résoudre l'énigme de l'homme à tête de noix de coco, du démon du fromage hollandais et d'un très mystérieux livreur de pizza, omnipotent.

## Fiche technique
- Titre : Die You Zombie Bastards!
- Distributeur : Image Entertainment
- Format image : Plein Écran
- Audio : Anglais: Dolby Digital Stereo
- Sous-Titres : Anglais
- Durée : 97 minutes
- Dates de sortie : 
  - février 2005 ( États-Unis)
  - 16 janvier 2007 en France en DVD édition limitée

## Distribution
- Tim Gerstmar : Red/Homme à tête de noix de coco/La mère Nefarious
- Geoff Mosher : Baron von fuck Nefarious
- Pippi Zornoza : Violet
- Jamie Gillis : Stavros
- Hasil Adkins : lui-même
- Jennifer K. Beal : Shannon Maldonato
- Sadie Blades : Nikki Maldonato
- Zhana LaRenard : Britney Maldonato
- Joseph James : Officier Konash
- Sandra Kennedy : Super Inga
- Lon E. Plynton : Barundeb Duttah

## Création
Caleb Emerson n'avait pas réalisé de films personnels depuis Red's Breakfast 2 : Dawn of the Red (distribué par la Troma).
Une grande partie des acteurs de Red's Breakfast 2 joue dans Die You Zombie Bastards!, mais aussi des acteurs de la Troma comme Geoff Mosher (Citizen Toxie : The Toxic Avenger IV, Troma Edge's TV), Haig Demarjian (Citizen Toxie : The Toxic Avenger IV), ainsi que Lloyd Kaufman. On trouve aussi l’acteur porno Jamie Gillis dans l’un des rôles principaux et quelques apparitions de membres de groupes de musique (Superkollider, Photon Torpedoes, Sawzall, Throne of Blood, Ninja vs. Wrestler, Vincibus Eruptum, The White Mice).

## Prix
Ce film a reçu le prix du meilleur long métrage lors du festival Lausanne Underground Film and Music Festival en 2005.